# Jill Janus
Pour les articles homonymes, voir Janus.
Jill Janus, nom de scène de Jill Janiszewski (née le 2 septembre 1975 à New York, morte le 14 août 2018 à Portland (Oregon)) est une chanteuse américaine des groupes de heavy metal Huntress.

## Biographie
Elle passe son enfance dans les montagnes Catskill et découvre le paganisme. Elle commence à chanter l'opéra avant de s'intéresser au thrash metal à l'adolescence. Après le lycée, elle va à l'American Musical and Dramatic Academy.
Janus commence sa carrière musicale en tant que disc-jockey seins nus sous le nom de Penelope Tuesdae. Elle travaille au Windows on the World jusqu'à la veille des attentats du 11 septembre 2001 à New York. En 2003, Janus commence sa carrière dans le metal en tant que membre de Vexy Strut et est avec le groupe jusqu'en 2006. En 2009, elle recrute les membres du groupe de métal Professor pour former son nouveau groupe Huntress.
Avec Huntress, elle est la chanteuse principale des trois albums studio du groupe, dont le dernier est Static en 2015. À l'automne 2015, Janus annonce que Huntress se sépare. Le guitariste du groupe Blake Meahl, aussi son époux, dément et évoque ses problèmes de santé mentale.
En plus de ses albums avec Huntress, Janus remplace le chanteur principal d'Amon Amarth, Johan Hegg, lors d'une tournée en 2015 avec Huntress. Les autres projets de Janus en dehors de Huntress sont les groupes de reprises Chelsea Girls et The Starbreakers. Elle co-écrit Victory: The Rock Opera avec le guitariste Angus Clark. Janus enregistre également des voix pour l'album Grandpa Metal de Brian Posehn, qui sortira en 2020, avec ses performances sur la chanson Goblin Love ainsi qu'une reprise de Take on Me.
En 2015, Janus révèle à Revolver qu'elle vit avec un trouble bipolaire depuis le début de son adolescence et qu'elle a fait de nombreuses tentatives de suicide, dès l'âge de 16 ans. On lui diagnostique une dépression maniaque à l'âge de 20 ans, puis plus tard un trouble schizo-affectif. Plus tard dans sa vie, elle connaît un trouble dissociatif de l'identité, la schizophrénie et l'alcoolisme. La même année, Janus subit une hystérectomie après un diagnostic de cancer de l'utérus. Le 14 août 2018, Janus se suicide près de Portland.